# Harold et Kumar s'évadent de Guantanamo
Série Harold et Kumar
Harold et Kumar chassent le burger
(2004) Le Joyeux Noël d'Harold et Kumar
(2011)
Pour plus de détails, voir Fiche technique et Distribution.
Harold et Kumar s'évadent de Guantanamo (Harold and Kumar Escape from Guantanamo Bay) est un film américain réalisé par Jon Hurwitz et Hay Schlossberg en 2008.
C'est également la suite de Harold et Kumar chassent le burger.

## Synopsis
L'action commence tout de suite après la fin de Harold et Kumar chassent le burger où Harold (John Cho) et Kumar (Kal Penn) se préparent pour prendre l'avion pour Amsterdam afin qu'Harold puisse rattraper sa voisine avec qui il a une idylle.
Mais le plan ne se déroule pas comme prévu, en effet, à la suite de la confusion d'une passagère de l'avion entre le bong de Kumar avec une bombe, Harold et Kumar sont accusés de terrorisme et conduits à la prison de Guantánamo.
Commence alors l'aventure des deux compères pour s'évader de la prison et trouver Colton, le nouveau fiancé de l'ex petite amie de Kumar, afin qu'il les aide.
Le film est, là encore, ponctué de nombreuses péripéties rocambolesques et comiques.

## Fiche technique
- Titre : Harold et Kumar s'évadent de Guantanamo
- Titre original : Harold and Kumar Escape from Guantanamo Bay
- Réalisation : Jon Hurwitz et Hay Schlossberg
- Scénario : Jon Hurwitz et Hay Schlossberg
- Direction artistique : Kevin Hardison
- Décors : Tony Fanning
- Costumes : Shawn Holly Cookson
- Image : Daryn Okada (en)
- Montage : Jeff Freeman
- Musique : George S. Clinton
- Producteur : Greg Shapiro
- Sociétés de production : New Line Cinema - Kingsgate Films - Mandate Pictures
- Sociétés de distribution : New Line Cinema - Alliance Films (Canada)
- Budget : 12 millions de dollars américains
- Pays d’origine : États-Unis
- Format : Couleur - 1,85:1 - Dolby Digital
- Genre : Aventure - Comédie
- Durée : 102 min.
- Dates de sortie : 
  -  États-Unis et  Canada : 25 avril 2008
  -  France : 16 juillet 2008
  - Public : Interdit aux moins de 16 ans

## Distribution
- John Cho (VF : Maël Davan-Soulas ; VQ : Philippe Martin) : Harold Lee
- Kal Penn (VF : Serge Faliu ; VQ : Sébastien Reding) : Kumar Patel
- Rob Corddry (VF : Edgar Givry ; VQ : Frédéric Desager) : Ron Fox
- Paula Garcés (VQ : Nadia Paradis) : Maria
- Danneel Harris (VF : Barbara Beretta ; VQ : Geneviève Désilets) : Vanessa
- Eric Winter (VF : Emmanuel Curtil ; VQ : Jean-François Beaupré) : Colton
- David Krumholtz (VQ : Hugolin Chevrette) : Goldstein
- Eddie Kaye Thomas (VF : Julien Sibre) : Rosenberg
- Roger Bart (VQ : Jacques Lavallée) : Dr Beecher
- Neil Patrick Harris (VF : Vincent Ropion ; VQ : Joël Legendre) : Neil Patrick Harris[1],[2]
- Christopher Meloni (VF : Jérôme Rebbot) : le Grand Wizard du Ku Klux Klan
- Richard Christy : Kenny
- Clyde Kusatsu : Mr Lee
- Beverly D'Angelo (VQ : Claudine Chatel) : Sally
- Jon Reep (en) : Raymus
- James Adomian (en) (VF : Michel Dodane) : George W. Bush
- Missi Pyle (VF : Céline Duhamel) : Raylene, la femme de Raymus
- Ed Helms : Interprète
- Adam Herschman (es) : Archie
- Jack Conley (VQ : Denis Mercier) : Député Frye
- Ava Santana : Tammi
- Adam Herschman (en) : Archie
- Jackson Beals : Carter
- Amir Talai (en) (VF : Emmanuel Garijo): Raza

## Suite
Un troisième volet, Le Joyeux Noël d'Harold et Kumar (A Very Harold and Kumar 3D Christmas), est sorti le 4 novembre 2011 aux États-Unis.

## Bande originale
La bande originale de Harold et Kumar s'évadent de Guantanamo est sortie le 15 avril 2008. Elle contient 13 chansons utilisées dans le film.
Track list
1. "Ooh Wee" (Remix) - (Mark Ronson featuring Nate Dogg, Ghostface Killah, Trife & Saigon)
2. "My Dick" - (Mickey Avalon)
3. "Cappuccino" - (The Knux (en))
4. "Check Yo Self" - The Message Remix- (Ice Cube)
5. "My Stoney Baby" - (311)
6. "Chinese Baby" - (Viva La Union)*
7. "Nothin' but a Good Time" - (Poison)
8. "Pussy (Real Good)" - (Jacki-O (en))
9. "It's So Hard to Say Goodbye to Yesterday"" - (Boyz II Men)
10. "In the Beginning" - (K'Naan) (Joué au générique de fin lors de leur voyage à Amsterdam)
11. "Gospel Weed Song" - (Bizarre)
12. "All That I Want" - (Curtis Murphy Syndicate)
13. "The Merkin Medley" - (George S. Clinton)

Titres apparaissant dans le film, mais qui ne sont pas sur la B.O. :
1. "Whiplash" - (Metallica)
2. "Something About That Woman" - (Lakeside)
3. "I Love Ganja" - (Rastaman Ivan)
4. "Sippin' on Dat" - (Victor Rubio)
5. "The Donque Song" - (will.i.am feat. Snoop Dogg)
6. "Mr Shadowmaker" - (Jeff Cardoni)
7. "Fooled Around and Fell in Love" - (Elvin Bishop)
8. "Pussy ass bitch" - (Transcenders)
9. "Danger Zone" - (Kenny Loggins)
10. "Hey Joe" - (Jimi Hendrix)
11. Benassi Bros Feat. Violeta - I love my sex (station mix)

(*) John Cho (Harold) est le chanteur de Viva La Union et a écrit la chanson "Chinese Baby" de cette B.O..